# Bastien Geiger
Pour les articles homonymes, voir Geiger.
Bastien Geiger, né le 26 février 1985 à Sion, est un footballeur suisse. Il est le fils de l'ancien international suisse Alain Geiger.
Il évolue au poste de défenseur droit.